# Кокіт

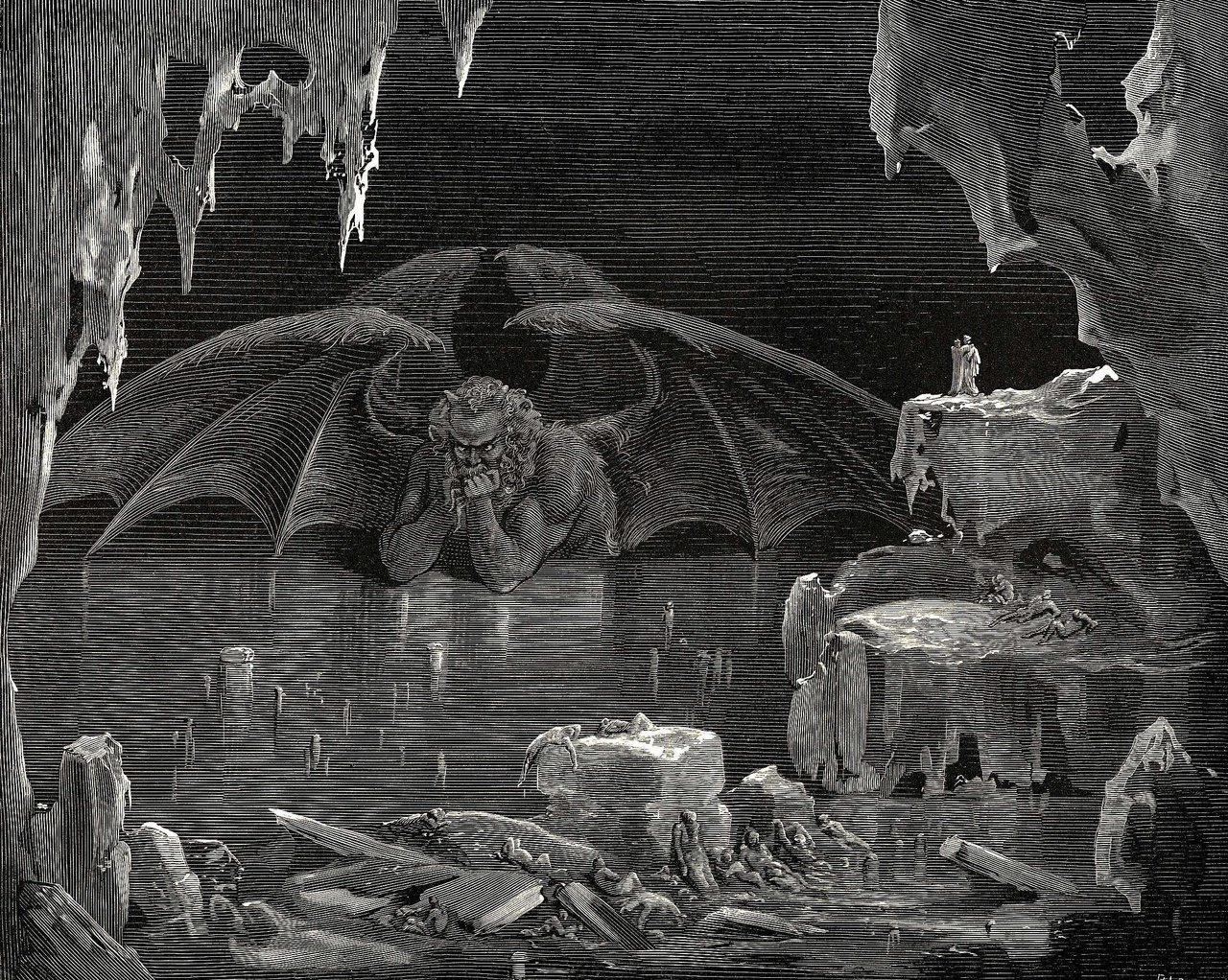
Кокіт Данте, Гюстав Доре

Кокіт, також Коціт (дав.-гр. Κωκυτός, букв. «плач») — річка в підземному царстві, притока Стіксу (Ахеронту). Покровителькою річки вважалась німфа Мініта. Кокіт згадується Данте у «Божественній комедії» — це дев'яте, найнижче коло пекла.
Кокіт — у давньогрецькій міфології річковий бог, за його іменем названа річка Кокіт.